# Cartón pluma

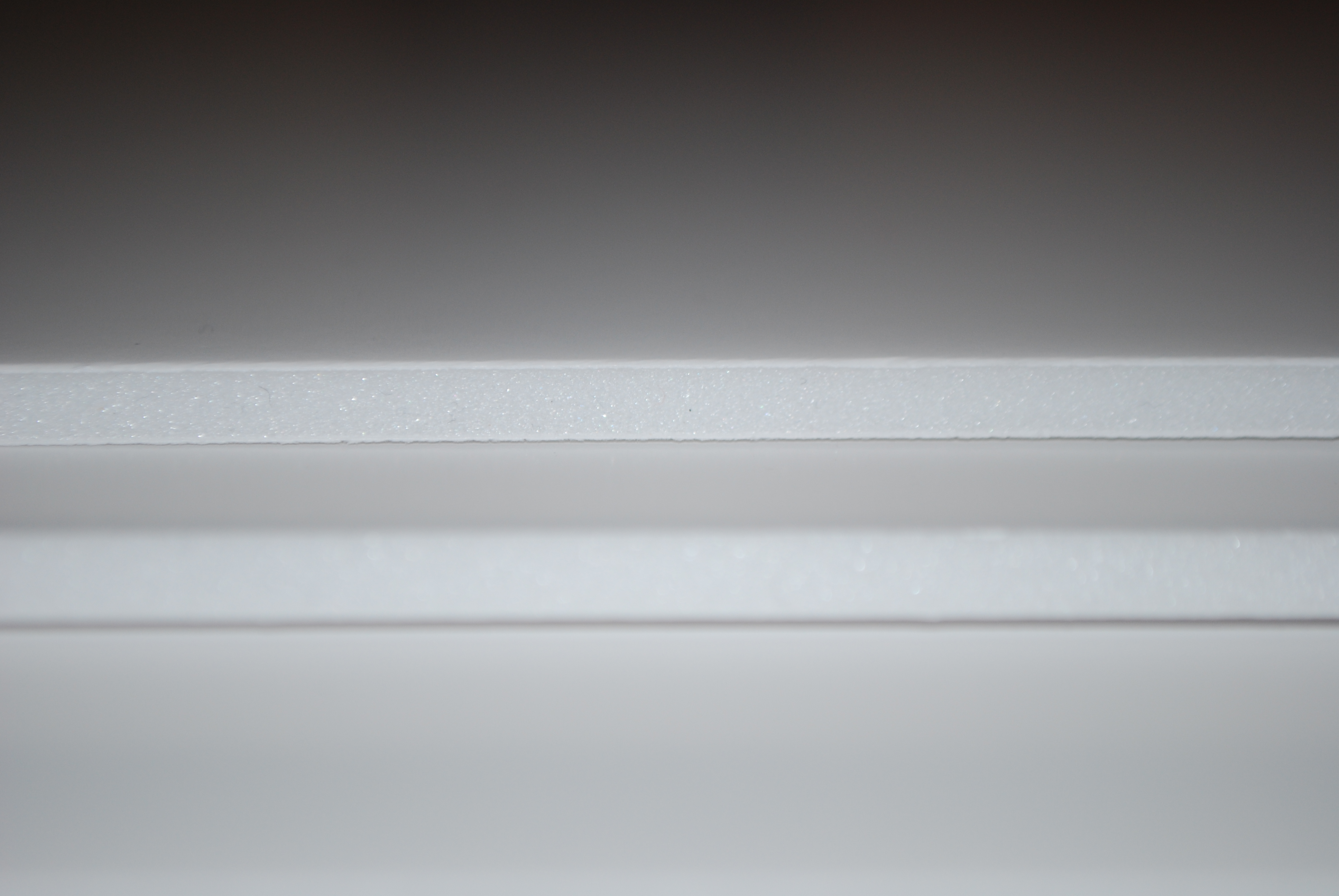
Hojas de cartón pluma

El cartón pluma (en inglés foamcore) es un material liviano y fácil de cortar que se usa para montar impresiones fotográficas, como respaldo para enmarcar imágenes, para hacer modelos a escala y en pintura. Consiste en un tablero de espuma de poliestireno revestido con una cara exterior de papel en cada lado, típicamente papel recubierto de arcilla blanca o papel kraft marrón.

## Historia
La plancha original de poliestireno_expandido blanca se hacía en 1/8 y 3/16 de pulgada (0,3 y 0,5 cm) por Monsanto Company para la industria de las artes gráficas, bajo el nombre comercial "Fome-Cor®" a partir de 1957.

## Construcción, variantes y composición
La superficie del cartón normal, como muchos otros tipos de papel, es ligeramente ácida . Sin embargo, para el encuadre de imágenes de archivo moderno y el montaje de arte, se puede producir en una versión neutra, libre de ácido con una superficie de papel amortiguado, en una amplia gama de tamaños y espesores.
Los materiales con núcleo de espuma ahora también están disponibles con un revestimiento de poliestireno sólido (sin espuma) y otras láminas de plástico rígido, algunas con un acabado texturizado.
El cartón pluma no se adhiere bien a algunos pegamentos, como los basados en cianoacrilato, o ciertos tipos de pintura. La espuma tiende a derretirse y disolverse.[cita requerida] Un poco de pegamento funciona bien en entornos casuales, sin embargo, el agua en el pegamento puede deformar las fibras en las capas exteriores. Los mejores resultados se obtienen típicamente de los adhesivos en aerosol de gama alta. Se puede usar una pistola de pegamento caliente como sustituto, aunque la alta viscosidad de los pegamentos calientes puede afectar los proyectos terminados en forma de deformaciones, burbujas u otras imperfecciones antiestéticas en la plancha.
También se encuentran disponibles planchas de espuma autoadhesivas, diseñadas para el montaje de obras de arte o documentos, aunque pueden ser muy difíciles de usar correctamente; esto se debe a que el pegamento se fija muy rápido. Se considera más barato comprar una plancha de espuma lisa y usar un adhesivo de montaje en aerosol reposicionable.

## Usos

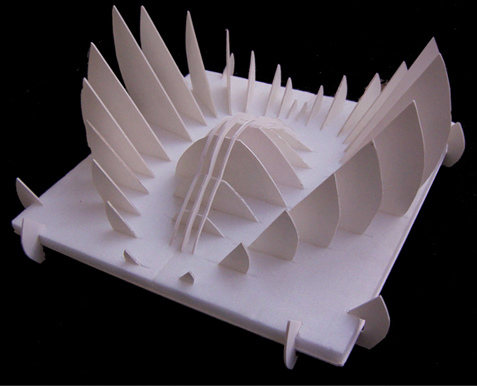
Un modelo arquitectónico hecho de cartón pluma, sobre una base de poliestireno

El cartón pluma se usa comúnmente para producir modelos arquitectónicos, crear prototipos de objetos pequeños y producir patrones para fundición. Los aficionados a los juegos de computadora suelen producir escenarios para exhibiciones de modelos a escala, dioramas y juegos de computadora de cartón pluma.

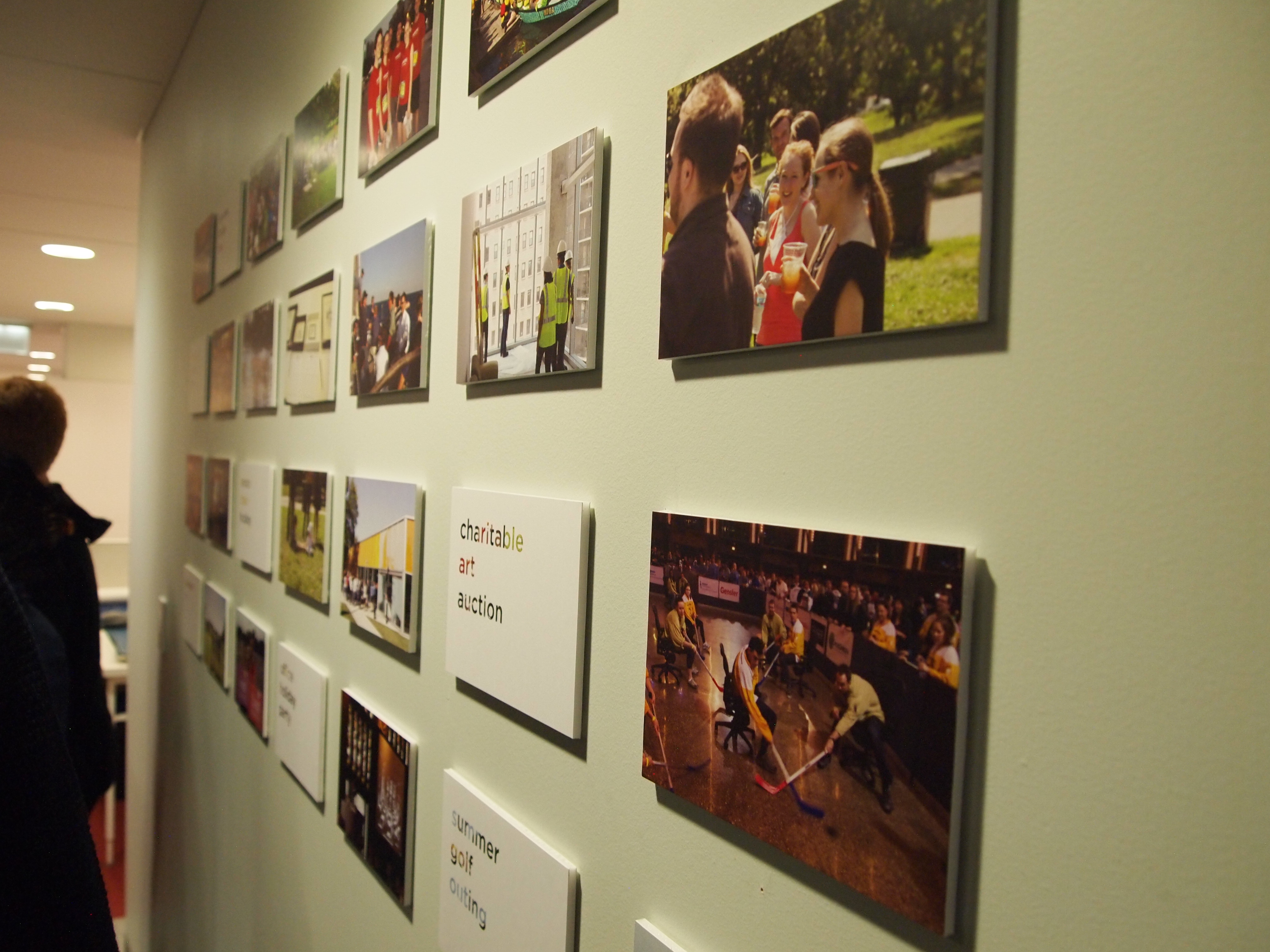
Fotos en un soporte de cartón pluma

Los fotógrafos también suelen utilizar cartón pluma como reflector para hacer rebotar la luz, en la industria del diseño para montar presentaciones de nuevos productos y en el encuadre de fotografías como material de respaldo; el último uso incluye algunos métodos de encuadre de imágenes de archivo, que utilizan las versiones libres de ácido del material. Otro uso es en el aeromodelismo, para la construcción de aeronaves controladas por radiocontrol.